# PBK-500U Drel
La PBK-500U Drel est une bombe planante à sous-munitions, à guidage inertiel et par GLONASS, développée par la fédération de Russie. Elle est conçue pour détruire les véhicules blindés et les bâtiments ennemis. La Drel est équipé d’un système d’identification ami ou ennemi et de contre-mesures électroniques la rendant résistante au brouillage et à la détection radar. Elle sera introduite dans les forces armées de la fédération de Russie en 2024,,. Bazalt envisage d’équiper la Drel d’un moteur à réaction (pulsoréacteur) pour augmenter son rayon d'action.

## Paramètres
- Altitude : 14 km
- Autonomie : 30 à 50 km
- Poids : 540 kg

## Munitions
- 15 sous-munitions antichars SPBE-K auto-ciblées dotées d’un autodirecteur infrarouge bibande (3 à 5 μm et 8 à 14 μm) et d’un autodirecteur radar à longueur d’onde millimétrique avec système d’identification de l’ami ou de l’ennemi (IFF)
- D’autres types de munitions sont en cours de développement

## Opérateurs
- Russie